# I☆Risの2h
「A&G ARTIST ZONE i☆Risの2h」（エーアンドジー アーティストゾーン アイリスのにえっち）は、2013年8月5日から2014年12月29日まで文化放送超!A&G+で放送されていた、生放送番組である。パーソナリティはi☆Ris、アシスタントは西山宏太朗。

## 番組概要

### パーソナリティ
- i☆Ris
  - メンバー2人ずつ交代でパーソナリティを担当している[2]（初回と最終回は6人全員が出演）。

### アシスタント
- 西山宏太朗

### 放送時間
2013年8月5日 - 2014年12月29日
月曜日 19:00 - 21:00（リピート放送：火曜日13:00 - 15：00）

## コーナー
お面でキャラチェンジ なりきりトークショー
出演するi☆Risのメンバー2人に事前に描いたお面を発表し、お面をお互いに交換してそのキャラになりきりテーマトークをしていくコーナー。
ずっとずっと もっともっと §お悩みパラダイス
リスナーから寄せられた悩み相談に、i☆Risのメンバーが『§Rainbow』の音楽に乗せて解決していくコーナー。
愛を届ける なんでもラブレター選手権
世の中のいろんなモノ（アイテム）に対して、深い愛情を込めたラブレターを送っていくコーナー。
怒りマックス お叱りプンプン ドッカーン
リスナーから寄せられた「こんな僕を叱って」メールに、i☆Risのメンバーがビシッと叱っていくコーナー。
徹底討論 i☆Risは莫逆の友
決められたテーマに対し、i☆Risのメンバーがディベートを行い、徹底討論するコーナー。
i☆Risのレインボートーク
i☆Risのメンバーが色のついた六面サイコロ（グリーン、パープル、ブルー、レッド、オレンジ、イエロー）を振って、出た面にちなんだトークをするコーナー。
「あれ…ここ…どこだろう…」セリフでワンダーランド
様々な時代や場所にタイムスリップし、i☆Risのメンバーがそこの住人に成り切って、男子がグッとくるセリフを朗読するコーナー。
徒i☆Ris
説明文を朗読したうえで、説明文出間違えてる所と正しい文を答える。
ゆうちゃんの新世界創造
i☆Risのメンバーが創った造形物が何かを当てるコーナー。
レッツ プリパラチャレンジ アイドル力選手権
i☆Risのメンバーがアイドル力を鍛えるチャレンジに挑戦するコーナー。
目指せ ミラクル☆パラダイス
お題の質問に対して、出演i☆Risのメンバー2人と西山の3人それぞれが同じ答えを目指して発表するコーナー。

## ゲスト
- 第15回（2013年11月11日） - 白石真梨、佐藤奏美
- 第20回（2013年12月16日） - 佐藤拓也
- 第26回（2014年01月27日） - 小原莉子（The Sketchbook）
- 第29回（2014年02月17日） - 後藤沙緒里
- 第43回（2014年05月26日） - 小林竜之
- 第51回（2014年07月22日） - 小林竜之